# おれは男だ!
『おれは男だ!』（おれはおとこだ）は、津雲むつみの漫画。また、それを原作として森田健作主演により日本テレビ系列で1971年から1972年にかけて放映されたテレビドラマ。
1987年にはテレビドラマの後日談として実写映画『おれは男だ! 「完結編」』（おれはおとこだ かんけつへん）も公開された。2009年には、ドラマ版を元にしたパチンコが登場した。

## ストーリー
主人公小林弘二は、兄が教師をつとめる青葉高校に転校して来る。同校は名門女子高としての歴史が長く、共学になって数年しか経過していないため、男子生徒の人数も少なく、女子生徒が主導権を握っているような状態であった。弘二が入ったクラスには、女子生徒のリーダー的存在でありアメリカ生活の経験もある成績優秀な吉川操がいた。また、操が住んでいるアパートは弘二の自宅の隣であり、弘二と操の部屋はごく近くにあり、窓越しに会話をすることができた。弘二は学校での「ウーマンリブ」打倒のために男子生徒を集め、剣道部を結成する。操がいるバトン部と対立しながらも徐々にお互いを理解し合える関係を築いていく。

## テレビドラマ
1971年2月21日から1972年2月13日まで、毎週日曜日20:00から20:56の時間帯で放映された。全43話、カラー作品。
キャッチコピーは「女と男のユーモア学園」。原作とは登場人物、ストーリー展開、ラストに違いが見られる。主役に抜擢された森田健作の代表作となり、青春スターとして人気を確立した。このドラマ上での森田の剣道着姿や台詞（オ〜イ、吉川くん！など）・口調を物真似される事もある。共演した同じ大田区出身の志垣太郎、松竹映画で共演して顔馴染みだった早瀬久美とは友人関係であり、現在でも親交がある。
第1話には、原作者の津雲むつみ（放送当時19歳）本人が女子生徒役でカメオ出演しており、男子生徒のイラストを描いている場面を披露している。劇中に当時の流行歌が多く使用され、人気歌手を始め若手・ベテラン俳優もゲストで出演した。またレギュラー・準レギュラー出演者も多彩な顔ぶれであった。現在でも知名度が高い人気作品である。
最高視聴率:21.2%（ビデオリサーチ調べ、関東地区）。
本作の続編的な作品が製作されていたが、1987年に森田自身の総指揮・企画・制作による映画『おれは男だ!「完結編」』（松竹配給）が公開され、ピリオドを打ったとされている。そのためテレビドラマ版の続編は現在でも存在していない。
本作品は主に鎌倉、藤沢周辺で撮影が行われ、劇中には江ノ島電鉄も時折登場する。また青葉高校のロケは、藤沢商業高等学校（現:藤沢翔陵高等学校）であり、お宝TVデラックス(NHK)という番組で早瀬久美は久々に当時のロケ地を高山哲哉アナウンサーと訪れ、撮影時のエピソードを語っている。
当初は2クールの予定だったが、人気が高かったため1年間に放映が延長された。

### キャスト
- 小林弘二 - 森田健作
- 吉川操 - 早瀬久美
- 吉川美穂（操の姉） - 秋山ゆり
- 東玲夫（美穂が勤めているモードサロン レオのマスター） - 森本レオ
- 丹下竜子（相沢高校<ロケ地は栄光学園>剣道部） - 小川ひろみ（wikidata）
- 小林清彦（弘二の父親） - 松村達雄
- 小林敏子（弘二の母親） - 津島恵子
- 小林一郎（弘二の兄） - 河原崎長一郎
- 小林かおる（弘二の妹） - 松本うたか
- 田村勇作（田村勇の父親 - 銭湯「福の湯」の主人） - 玉川良一
- 田村久代（田村勇の母親） - 石井富子
- 横田先生（小林弘二らが在籍するクラスの担任） - 牟田悌三
- 勝又新太郎（青葉高校学校医） - 米倉斉加年
- 田村勇（剣道部） - 三城康裕
- 中山三郎（剣道部） - 鍋谷孝喜
- 西村宏（剣道部） - 沖正夫
- 大木信一（剣道部） - 沢田勝美
- 南明夫（剣道部） - 加藤善巳
- 浅沼太郎（剣道部） - 平野康
- 大多信吉（剣道部） - 中島純一
- 近藤春夫（剣道部） - 佐藤明彦
- 石原孝一（剣道部） - 脇平政一
- 長沢麻里（剣道部マネージャー） - 有吉ひとみ （第18話より）
- 秋本京子（バトン部） - 田坂都
- 野崎愛子（バトン部） - 川口恵子
- 佐々木英子（バトン部） - 大谷照代
- 岡村千恵（バトン部） - 降旗文子
- 島村雅江（バトン部） - 高尾明美
- 和田順子（バトン部） - 小浅初江
- 白川綾子（バトン部） - 今崎晶子
- 大川あけみ（バトン部） - 増田佳子
- 園田典子（バトン部） - 野村けい子
- 小林源之助（祖父） - 笠智衆
- 小野夏子（生徒会長） - 小野千春（第23話までの出演）
- 岩田治（柔道同好会） - 石橋正次
- 西条信太郎（転校生） - 志垣太郎（第28話〜第31話までの出演）
- 明石さくら（新任校長） - 京唄子（第25話より）
- 神戸啓太（校長秘書） - 鳳啓助（第25話より）
- 藤宮あずさ（教諭・剣道部部長） - 武原英子（第27話より）
- 教頭先生（青葉高校教頭）- 三谷昇
- アキラ（スナックセブン従業員）- 串田アキラ（第1話）
- アキオ（スナックセブン従業員）- 池田二三夫（第3話より）

### ゲスト
| 話 | タイトル                       | ゲスト                                                                              |
| -- | ------------------------------ | ----------------------------------------------------------------------------------- |
| 01 | ウーマン・パワーをやっつけろ！ | フォーリーブス、高木均、串田アキラ、 津雲むつみ、北竜介、大杉侃二郎                 |
| 02 | 突撃一番竹刀をとれ！           | フォーリーブス                                                                      |
| 03 | チームワークでぶっつかれ！     | 水上令子、高木均                                                                    |
| 04 | 伊豆山寺に全員集合！           | 藤原釜足                                                                            |
| 05 | 一致協力 あの旗をとれ！        | 高松しげお                                                                          |
| 06 | 号砲一発まっしぐら！           | 津山登志子、新井春美、磯乃ちどり、中川秀人                                          |
| 07 | 真夜中に愛をこめて！           | 白石冬美、野村真樹、榊原るみ、 志馬琢哉、志賀真津子                                 |
| 08 | 剣道部レッツ・ゴー！           | 立川ワシントン、稲川善一、肥土尚弘                                                  |
| 09 | 女なんか怖くない！             | 石橋正次、ゴールデン・ハーフ、露原千草、 新井麗子、園田健二、秩父晴子               |
| 10 | 学園祭に結集せよ！             | 宮野涼子                                                                            |
| 11 | 明日に向かってつっ走れ！       | 名古屋章、市地洋子、天草四郎、 池田昌子、小山いく子                                 |
| 12 | 友よすすめ！                   | 剛達人                                                                              |
| 13 | 受験戦線異常あり！             | 小畠絹子、石川博                                                                    |
| 14 | 初恋にさらばと言おう！         | 江崎英子、上西孝、田中志幸、 新原茉充、和泉喜和子                                   |
| 15 | 女は女 男じゃないよ！          | 横山リエ、大久保敏男、泉よし子                                                      |
| 16 | 家庭科くんフンサーイ！         | 天地総子、佐藤英夫、山本善朗                                                        |
| 17 | しあわせに進路をとれ！         | 今井健太郎、山本幸栄、戸川美子、光映子                                              |
| 18 | 若い生命をぶっつけろ！         | 水前寺清子                                                                          |
| 19 | 炎のように恋をしろ！           | 砂塚秀夫、長谷川待子、山本正明                                                      |
| 20 | さらば海の恋人よ！             | 前田吟、石田信之、田島令子、 谷よしの、大杉侃二郎、棚田真里子、伊藤敏孝             |
| 21 | 花嫁候補生に敬礼！             | 野村昭子、林寛子                                                                    |
| 22 | キャプテン死んで貰います！     | 松崎真、西尾徳                                                                      |
| 23 | ナツコ・オン・ステージ！       | 石橋正次、ジューク・ボックス、 沢久美子、奥村公延、大瀬ゆめじ、大瀬うたじ、小野恵子 |
| 24 | ボールに賭けろ！               | 高橋長英、青木洋子                                                                  |
| 25 | 男だって泣くさ！               | 池田駿介                                                                            |
| 26 | 夜明けのVサイン！              | 真崎竜也、田端芳子、栗田明正                                                        |
| 27 | 剣の心はお茶ごころ！           | 吉田友紀                                                                            |
| 28 | 風来坊のメロディー！           | しめぎしがこ、小峰陽子                                                              |
| 29 | 海よ子守唄をかえせ！           | 木村俊恵、島田淳子、中森重樹                                                        |
| 30 | 泣くな弘二 選抜の華だ！        | 今井健太郎、岡本忠行                                                                |
| 31 | さよならを云いに来た海！       | 大塚君代                                                                            |
| 32 | おれも男だ！                   | 本山可久子、沖雅也                                                                  |
| 33 | なんたって若いんだモン！       | 下元勉、村瀬幸子、久万里由香、中川秀人                                              |
| 34 | 星の広場に集まれ！             | 岡田由紀子、中川加奈、笠井としみ、 綾川香、岡本忠行、伊藤潤一                       |
| 35 | 父よあなたは強かった！         | 岡本信人、中森重樹                                                                  |
| 36 | 星の国から来たあいつ！         | 太宰久雄、折原啓子、新井麻夕美、 田村亮、日高百合子                                 |
| 37 | 明けまして頑張らなくっちゃア！ | 南沙織、山本紀彦、川口まさみ、三遊亭好生                                            |
| 38 | 北風に向かって突っ走れ！       | 夏八木勲、泉晶子、谷よしの                                                          |
| 39 | 弘二さんあなたの赤ちゃんです！ | 下川辰平、山田桂子、二瓶康一、 藤田みどり、野島昭生、二見忠男                       |
| 40 | 叱っておくれよ先生よ！         | 内藤武敏、田村寿子、水科慶子、江口史朗                                              |
| 41 | 花嫁は黒潮にのって！           | 寺田農、明石潮、原ひさ子、新井康弘、 松原直、後藤泰子                               |
| 42 | お命頂戴ウーマン・リブ！       | 横山リエ、ピンキー・チックス、土紀養児、渡辺紀行                                    |
| 43 | さらば涙と言おう！             | 岩上正宏、田中正人、川辺富明、清水隆之                                              |

### 主題歌・挿入歌
主題歌
「さらば涙と言おう」
歌：森田健作／作詞：阿久悠／作曲・編曲：鈴木邦彦／RCAビクター（現：ソニー・ミュージックレーベルズ アリオラジャパンレーベル）
プロローグの最後に森田の顔がストップモーションとなってタイトルが始まるのが定石だった。タイトル・オープニングからいきなり剣道の練習、海辺で豚を洗っている途中逃げられたり、歌の最後に砂に埋まりながらウインクをしたり、と面白い場面がある。オープニング映像は季節に合わせて変更されていた。
挿入歌
森田健作 「男なら気にしない」「青春の旅」「友達よ泣くんじゃない」、ジューク・ボックス 「なぜ君は生きる」 （キャニオンレコード（現：ポニーキャニオン））、ほか

### スタッフ
- プロデューサー：白石吉之助（松竹）、岡田晋吉（日本テレビ）、銀谷精一（日本テレビ）
- 制作担当：佐相惣一郎（松竹）、長富忠裕（日本テレビ）
- 制作主任：徳重里司
- 脚本：山根優一郎、菅野昭彦、上條逸雄、鎌田敏夫、元持栄美、石森史郎、永原秀一、山田正弘、須崎勝彌
- 音楽：鈴木邦彦
- 監督：広瀬襄、中新井和夫、岩城其美夫、水川淳三、永塩良輔
- 制作：松竹

### サブタイトル
| 放送日         | 話 | タイトル                       | 脚本       | 監督       |
| -------------- | -- | ------------------------------ | ---------- | ---------- |
| 1971年 2月21日 | 01 | ウーマン・パワーをやっつけろ！ | 山根優一郎 | 広瀬襄     |
| 2月28日        | 02 | 突撃一番竹刀をとれ！           | 山根優一郎 | 広瀬襄     |
| 3月7日         | 03 | チームワークでぶっつかれ！     | 菅野昭彦   | 中新井和夫 |
| 3月14日        | 04 | 伊豆山寺に全員集合！           | 菅野昭彦   | 中新井和夫 |
| 3月21日        | 05 | 一致協力 あの旗をとれ！        | 上條逸雄   | 広瀬襄     |
| 3月28日        | 06 | 号砲一発まっしぐら！           | 上條逸雄   | 広瀬襄     |
| 4月4日         | 07 | 真夜中に愛をこめて！           | 山根優一郎 | 中新井和夫 |
| 4月11日        | 08 | 剣道部レッツ・ゴー！           | 菅野昭彦   | 中新井和夫 |
| 4月18日        | 09 | 女なんか怖くない！             | 鎌田敏夫   | 広瀬襄     |
| 4月25日        | 10 | 学園祭に結集せよ！             | 菅野昭彦   | 広瀬襄     |
| 5月9日         | 11 | 明日に向かってつっ走れ！       | 山根優一郎 | 中新井和夫 |
| 5月16日        | 12 | 友よすすめ！                   | 上條逸雄   | 中新井和夫 |
| 5月23日        | 13 | 受験戦線異常あり！             | 菅野昭彦   | 岩城其美夫 |
| 6月6日         | 14 | 初恋にさらばと言おう！         | 元持栄美   | 岩城其美夫 |
| 6月20日        | 15 | 女は女 男じゃないよ！          | 鎌田敏夫   | 広瀬襄     |
| 7月4日         | 16 | 家庭科くんフンサーイ！         | 上條逸雄   | 広瀬襄     |
| 7月18日        | 17 | しあわせに進路をとれ！         | 菅野昭彦   | 中新井和夫 |
| 7月25日        | 18 | 若い生命をぶっつけろ！         | 山根優一郎 | 中新井和夫 |
| 8月1日         | 19 | 炎のように恋をしろ！           | 山根優一郎 | 広瀬襄     |
| 8月22日        | 20 | さらば海の恋人よ！             | 上條逸雄   | 広瀬襄     |
| 9月5日         | 21 | 花嫁候補生に敬礼！             | 菅野昭彦   | 中新井和夫 |
| 9月19日        | 22 | キャプテン死んで貰います！     | 山根優一郎 | 中新井和夫 |
| 9月26日        | 23 | ナツコ・オン・ステージ！       | 菅野昭彦   | 水川淳三   |
| 10月3日        | 24 | ボールに賭けろ！               | 上條逸雄   | 水川淳三   |
| 10月10日       | 25 | 男だって泣くさ！               | 石森史郎   | 広瀬襄     |
| 10月17日       | 26 | 夜明けのVサイン！              | 山根優一郎 | 広瀬襄     |
| 10月24日       | 27 | 剣の心はお茶ごころ！           | 永原秀一   | 岩城其美夫 |
| 10月31日       | 28 | 風来坊のメロディー！           | 菅野昭彦   | 岩城其美夫 |
| 11月7日        | 29 | 海よ子守唄をかえせ！           | 山根優一郎 | 広瀬襄     |
| 11月14日       | 30 | 泣くな弘二 選抜の華だ！        | 上條逸雄   | 広瀬襄     |
| 11月21日       | 31 | さよならを云いに来た海！       | 鎌田敏夫   | 広瀬襄     |
| 11月28日       | 32 | おれも男だ！                   | 永原秀一   | 水川淳三   |
| 12月5日        | 33 | なんたって若いんだモン！       | 山田正弘   | 水川淳三   |
| 12月12日       | 34 | 星の広場に集まれ！             | 石森史郎   | 永塩良輔   |
| 12月19日       | 35 | 父よあなたは強かった！         | 山根優一郎 | 永塩良輔   |
| 12月26日       | 36 | 星の国から来たあいつ！         | 山田正弘   | 広瀬襄     |
| 1972年 1月2日  | 37 | 明けまして頑張らなくっちゃア！ | 菅野昭彦   | 広瀬襄     |
| 1月9日         | 38 | 北風に向かって突っ走れ！       | 須崎勝彌   | 岩城其美夫 |
| 1月16日        | 39 | 弘二さんあなたの赤ちゃんです！ | 鎌田敏夫   | 岩城其美夫 |
| 1月23日        | 40 | 叱っておくれよ先生よ！         | 永原秀一   | 永塩良輔   |
| 1月30日        | 41 | 花嫁は黒潮にのって！           | 上條逸雄   | 永塩良輔   |
| 2月6日         | 42 | お命頂戴ウーマン・リブ！       | 山田正弘   | 広瀬襄     |
| 2月13日        | 43 | さらば涙と言おう！             | 上條逸雄   | 広瀬襄     |

### ネット局
日曜 20：00 - 20：56（同時ネット）
- 日本テレビ
- 札幌テレビ[4]
- 青森放送[5]
- テレビ岩手[5]
- 秋田放送[6]
- 山形放送[7]
- 宮城テレビ[8]
- 新潟総合テレビ[9]
- 信越放送[10]
- 山梨放送[11]
- 北日本放送[12]
- 福井放送[12]
- 名古屋テレビ[注 1]
- よみうりテレビ

- 日本海テレビ[13]
- 西日本放送[14]
- 広島テレビ[14]
- 山口放送[15]
- 四国放送[16]
- 南海放送[15]
- 高知放送[15]
- 福岡放送[17]
- テレビ長崎[17]
- 熊本放送[17]
- テレビ大分[18]
- テレビ宮崎[19]
- 鹿児島テレビ[19]

遅れネット
- テレビ静岡：日曜 15:00 - 15:55（1972年10月1日放送開始）[20]

### 映像ソフト
株式会社バップより全43話分が収録されたVHSビデオが、全15巻分にされ単品販売されている。後にDVDボックスが同じバップから発売された。
- DVD-BOX第1集（第1話 - 第24話を収録、6枚組）
- DVD-BOX第2集（第25話 - 最終話を収録、5枚組）

なお2010年1月には、ブルーレイディスクが全5巻でバップより発売された（マスターはDVDと同じものを使用している）。単品でのDVDは発売されていない。

## 映画
1987年に公開。テレビドラマから6年後という設定で、サイパンのサンアントニオで日本語学校の教師をしていた小林弘二が母校・青葉高校からの依頼を受け日本に戻り、活気を失った青葉高校の再生のために立ち上がる、というもの。主題歌はテレビドラマ版と同じく「さらば涙といおう」。
森田の強い希望により映画化され、森田が主演・企画・製作・製作総指揮を務めた。キャストの多くが友情出演・特別出演で出演しており、森田の同僚の教師役で出演した京本政樹は少年時代、ドラマの世界に憧れて自ら当時母校になかった剣道部を立ち上げたというほどのファンだったという。映画化に当たって森田からの出演依頼を快諾した京本は、本作をきっかけに森田との交流を深め、森田の出演する作品に多数出演している。マドンナの吉川操はオーディションで選ばれた田中久美となっているほか、妹の小林かおる役も有藤実花に変更されている。また、テレビドラマからの設定などを継承していない部分も多い。
あらすじ
小林弘二が青葉高校を卒業してから6年がたち、彼はサイパン・サンアントニオにある日本語学校で教師となっていた。そんな弘二のもとに、母校である青葉高校の校長・渡辺タツから「進学校となり活気を失った青葉高校を再建して欲しい」という1通の手紙が届く。弘二は母校の再生のために教師として再び青葉高校に戻ってきたものの、いまや進学校となった青葉高校では「受験勉強の邪魔になる」として、全国制覇を果たしたアメフト部以外の運動部はことごとく廃部に追い込まれており、それはかつて彼が所属していた剣道部も例外ではなかった。弘二は剣道部を復活させようと部員を募るが、部員は藤田聡しか集まらない。さらにPTAや教頭の大田寅雄が「5年の間に公式試合に出場していない運動部は廃部」という校則を盾にとって剣道部の解散を迫ってくる。剣道部は苦境に立たされるも、弘二は妹のかおるを含めて県大会に出場するのに必要な5人の部員を何とか集め、大会に出場しようとする。そんな弘二の奮闘振りに最初は冷ややかだった教師たちや生徒たちも、しだいに弘二を応援し始めるのだった。
キャスト
※が付いているキャストは友情出演、☆がついているキャストは特別出演をさす。
- 小林弘二：森田健作
- 小林かおる：有藤実花
- 吉川操：田中久美[注 2]
- 荻原信彦：京本政樹※
- 大田寅雄：長門裕之☆
- 渡辺タツ：ミヤコ蝶々☆
- 小林の同僚の女教師：田中好子
- 伊藤：吉田友紀
- 木崎真弓：城山美佳子
- 藤田聡：榎本茂
- 元橋稔：山内慶太郎
- 青葉高校の教師：村野武憲※
- 岸本進：岩田光央
- 銭湯“福の湯”主人：細川隆一郎
- 教習所の教官：笑福亭鶴瓶
- アメフト部キャプテン：和田浩

- 桜田淳子※
- 早見優※
- 水谷麻里※
- 寺田農※
- 藤木悠※
- 青田浩子
- 岸本の母：池波志乃☆
- 岸本の父：中尾彬☆
- 丹波哲郎☆
- 吉川の上司：竹脇無我☆
- 伊藤の母：朝丘雪路☆
- 日本語学校での弘二の上司：夏木陽介☆
- フランキー堺☆

スタッフ
- 監督：石山昭信
- 企画・製作・製作総指揮：森田健作
- プロデューサー：大崎陽一朗、玉川長太、岸本一男
- 脚本：石倉保志、中田新一
- 原作：津雲むつみ
- 撮影：藤澤順一
- 美術：斉藤岩男

- 照明：金沢正夫
- 音楽：宮本一
- 録音：米山英明
- 編集：神谷信武
- 助監督：寄田勝也
- スチール：渡辺昌二

主題歌・挿入歌
2曲ともに歌は森田健作。
- 主題歌／「さらば涙と言おう」作詞／阿久悠　作曲／鈴木邦彦
- 挿入歌／「そして青春」　作詞／阿部孝夫　作曲／福留淳一　編曲／瀬尾一三

製作
神奈川県葉山町の森戸海岸などで撮影が行われた。